# Wilhelm Hünermann
 (septembre 2017).
Si vous disposez d'ouvrages ou d'articles de référence ou si vous connaissez des sites web de qualité traitant du thème abordé ici, merci de compléter l'article en donnant les références utiles à sa vérifiabilité et en les liant à la section « Notes et références ».
Wilhelm Hünermann est un prêtre catholique, écrivain et biographe de nationalité allemande, né à Kempen le 28 juillet 1900 et mort à Essen le 28 novembre 1975 à l'âge de 75 ans. Il est surtout connu pour ses biographies de saints romancées,.

## Biographie et travail
Hünermann est ordonné en 1923 dans le diocèse d'Essen, situé en Westphalie. Il écrit pour la première fois une pièce de théâtre intitulée La Croisade des enfants (Die Kinderkreuzzug), publiée en 1931.
En 1936, il écrit pour la première fois une biographie, narrant la vie de l'Allemand Clément-Marie Hofbauer. Celle-ci a un important succès. La même année, il écrit la vie, en la romançant beaucoup, du missionnaire belge, Damien de Veuster. Cette biographie eut un franc succès dans toute l'Europe. Le livre montre combien l'amour peut faire du bien, non seulement chez les lépreux où officiait le père de Veuster, mais aussi en Europe où les gouvernements ne cherchaient que la guerre. L'auteur s'est consacré surtout, à partir de ce moment, à retranscrire de façon romancée les vies de saints.
Avec ses 30 romans biographiques, Hünermann est l'un des biographes qui a fait le plus d'ouvrages biographes en Europe. Ses œuvres ont été traduites dans plus de 20 langues et vendues à plus de 3 millions d’exemplaires,.